# Heinz Lammerding

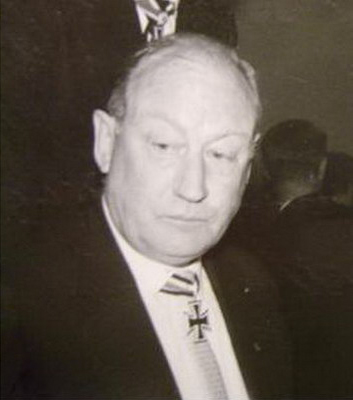
Heinz Lammerding

Heinz Bernard Lammerding, evtl. Heinrich Bernhard Lammerding, (* 27. August 1905 in Dortmund; † 13. Januar 1971 in Bad Tölz) war ein deutscher Ingenieur sowie SS-Gruppenführer und Generalleutnant der Waffen-SS. Als Hauptverantwortlicher für die Massaker der 2. SS-Panzer-Division „Das Reich“ an französischen Zivilisten in Oradour-sur-Glane und Tulle im Juni 1944 wurde er von einem französischen Gericht in Abwesenheit zum Tod verurteilt. Jedoch tauchte er bis 1958 unter; die damalige Bundesregierung lieferte ihn nicht an Frankreich aus, und auch danach kam es in der Bundesrepublik zu keinem Gerichtsverfahren gegen ihn.

## Leben
Lammerding studierte an der Technischen Hochschule München und wurde 1925 Mitglied der Burschenschaft Rhenania München. Er machte sein Examen als Bauingenieur, war aber zunächst arbeitslos. 1931 trat er in die SA und zum 1. November desselben Jahres in die NSDAP ein (Mitgliedsnummer 722.395). Im Herbst 1933 nahm er an einem Wehrsportkurs teil und wurde Referent in der SA-Leitung in Berlin. Er wurde Leiter der Pionier-Schule der SA. Am 1. April 1935 trat er in die SS (SS-Nummer 247.062) ein und wurde im Mai zum SS-Obersturmführer befördert. Ab November 1940 war er Erster Generalstabsoffizier der SS-Division Totenkopf. Nach einer kurzen Verwendung im Stab eines Panzer-Korps wurde er Stabschef von SS-Obergruppenführer Erich von dem Bach-Zelewski, dem Chef der Bandenkampfverbände.
Lammerding ordnete als „Sühnemaßnahme“ die Zerstörung zahlreicher Dörfer und Städte in der Sowjetunion an. Ende 1943 bekam er das Kommando über eine Kampfgruppe der SS-Panzerdivision „Das Reich“ im Partisanenkampf und am 25. Januar 1944 das Kommando über die gesamte Division. Laut Max Hastings hatte er die Ernennung zum Divisionskommandeur seiner engen persönlichen Beziehung zu Heinrich Himmler zu verdanken, da seine militärischen Fähigkeiten dafür nicht ausreichten. Am 25. Juli 1944 wurde Lammerding bei der Inspektion des SS-Panzerregiments 2 in der Normandie verwundet. Nach seiner Genesung übernahm er wieder das Kommando über die 2. SS-Panzer-Division, bis Himmler ihn am 2. Februar 1945 schließlich zum Chef des Stabes der „Heeresgruppe Weichsel“ machte.
Nach dem Krieg wurde er wegen der Massaker in Oradour-sur-Glane und Tulle im Juni 1944 in Frankreich angeklagt und wegen der Morde in Tulle 1951 in Abwesenheit von einem Militärgericht in Bordeaux zum Tod verurteilt. 1953 bemühte sich der französische Hohe Kommissar André François-Poncet um Auslieferung bei dem britischen Hohen Kommissariat, und das Ansuchen war Gegenstand einer Unterredung der Außenminister Georges Bidault und Anthony Eden. Eden brachte dem wenig Verständnis entgegen und lehnte ab mit den Worten, von Lammerding noch nie gehört zu haben. Dennoch sah es Lammerding, damals schon Bauunternehmer in Düsseldorf, als geboten an, unterzutauchen. Als er 1958 wieder greifbar war, verbot das Grundgesetz, Deutsche an das Ausland auszuliefern, und der 1955 in Kraft getretene Überleitungsvertrag verhinderte darauf nach Auffassung bundesdeutscher Gerichte lange Zeit eine Anklage für Straftaten, die bereits vor einem alliierten Gericht verhandelt worden waren (Diese Regelung wurde erst 1975 – nach Lammerdings Tod – aufgehoben). Das betraf aber nur das Massaker von Tulle, an dem Lammerding eine Beteiligung bestritt; im Fall Oradour wurde gegen ihn von der Düsseldorfer Staatsanwaltschaft ermittelt, das Verfahren allerdings 1964 eingestellt. Es gab immer wieder diplomatische Vorstöße Frankreichs, ihn doch noch vor Gericht zu stellen, insbesondere nachdem der Historiker Jacques Delarue 1968 ein Buch über deutsche Verbrechen während der Besatzung Frankreichs mit Beweisen für die Schuld Lammerdings veröffentlicht hatte. Lammerding lebte nach dem Krieg als erfolgreicher Bauunternehmer in Düsseldorf-Unterrath und genoss danach sein Altenteil in Greiling. Er starb 1971 im Tölzer Krankenhaus an Krebs. Bei seiner Beerdigung in Düsseldorf trafen sich 200 ehemalige SS-Kameraden.

## Auszeichnungen
- Abzeichen des SA-Treffens Braunschweig 1931
- Ehrendegen des Reichsführers SS
- Totenkopfring der SS
- Eisernes Kreuz (1939) II. und I. Klasse am 23. Mai bzw. 22. Juni 1940
- Deutsches Kreuz in Gold am 24. April 1943[18]
- Ritterkreuz des Eisernen Kreuzes am 11. April 1944[18]
- Allgemeines Sturmabzeichen in Silber

## Beförderungen
- SS-Obersturmführer am 1. Mai 1935
- SS-Hauptsturmführer am 30. Januar 1937
- SS-Sturmbannführer am 19. Oktober 1939
- SS-Obersturmbannführer am 1. September 1941
- SS-Standartenführer am 30. Januar 1943
- SS-Oberführer am 9. Dezember 1943
- SS-Brigadeführer und Generalmajor der Waffen-SS am 20. April 1944
- SS-Gruppenführer und Generalleutnant der Waffen-SS im Januar 1945